# ディズニー・アフターヌーン

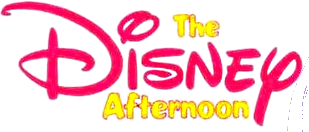

ディズニー・アフタヌーン（The Disney Afternoon）とは、シンジケートに向けて作られたアメリカのテレビアニメ放送枠である。この番組はディズニー・テレビジョン・アニメーションによって製作され、ブエナ・ビスタ・テレビジョンが配給を担当。この番組枠で放送された番組はディズニー・チャンネルとトゥーン・ディズニーの両方で再放送された。
アメリカでは1990年9月10日から1997年8月29日まで放送、1998年から1999年までは「ディズニー＝ケロッグ・アライアンス（Disney-Kellogg Alliance）」というタイトルで放送されたが、1年間しか放送されなかった。
日本では1991年10月から1992年頃にかけて『ディズニータイム』のタイトルでテレビ朝日で平日18時50分 - 19時00分に放送されたことがあり、司会は野村祐人（火曜日と金曜日の担当）、小林恵（月曜日の担当）、武田真治（水曜日の担当）、春原由紀（木曜日の担当）が担当していた。オープニングでは「ミッキーが紙を持って地面に広げ、動くペイントがディズニーキャラクターたちに色を塗る」という場面が流れていた。

## 主な作品 (アメリカ)
※N/Aはシンジケート（番組販売）での放送。
| タイトル                                        | 初放送年 | 初放送局               | 初放送局                              | 初放送日      | 全話数           | Disney+での配信状況 | Disney+での配信状況 |
| ----------------------------------------------- | -------- | ---------------------- | ------------------------------------- | ------------- | ---------------- | ------------------- | ------------------- |
| ガミー・ベアの冒険                              | 1990年   | NBC                    | テレビ朝日 朝日放送 ↓ WOWOW（追加分） | 1987年4月9日  | 全65話（同じ）   | 〇                  | 〇                  |
| わんぱくダック夢冒険（ダックテイル）            | 1990年   | N/A                    | テレビ東京 ↓ WOWOW                    | 1988年4月4日  | 全100話（同じ）  | △                   | △                   |
| チップとデールの大作戦 レスキュー・レンジャーズ | 1990年   | ディズニー・チャンネル | テレビ東京 ↓ WOWOW                    | 1989年4月3日  | 全65話（同じ）   | 〇                  | 〇                  |
| テイルスピン                                    | 1990年   | ディズニー・チャンネル | WOWOW                                 | 1992年4月13日 | 全65話（同じ）   | △                   | △                   |
| ダックにおまかせ ダークウィング・ダック         | 1991年   | ディズニー・チャンネル | WOWOW                                 | 1993年7月21日 | 全91話（全65話） | △                   | ×                   |
| パパはグーフィー                                | 1992年   | ディズニー・チャンネル | WOWOW                                 | 1994年8月1日  | 全78話（同じ）   | 〇                  | △                   |
| ボンカーズ                                      | 1993年   | ディズニー・チャンネル | 未放送                                | 未放送        | 全65話（無）     | 〇                  | ×                   |
| アラジンの大冒険                                | 1994年   | ディズニー・チャンネル | WOWOW                                 | 1995年        | 全86話（不明）   | ×                   | ×                   |
| The Shnookums and Meat Funny Cartoon Show       | 1995年   | N/A                    | 未放送                                | 未放送        | 全13話（無）     | ×                   | ×                   |
| クワック・パック                                | 1996年   | N/A                    | トゥーン・ディズニー                  | 2005年12月    | 全39話（同じ）   | 〇                  | 〇                  |
| ライオンキングのティモンとプンバァ              | 1996年   | N/A & CBS              | テレビ東京                            | 1996年4月     | 全85話（全84話） | 〇                  | △                   |
| マイティ・ダックス                              | 1996年   | ABC                    | WOWOW                                 | 2007年3月27日 | 全26話（同じ）   | 〇                  | 〇                  |
| ガーゴイルズ                                    | 1997年   | N/A                    | トゥーン・ディズニー                  | 2005年        | 全78話（同じ）   | 〇                  | 〇                  |
| 101匹わんちゃん                                 | 1997年   | ABC                    | WOWOW                                 | 1999年11月1日 | 全65話（同じ）   | 〇                  | 〇                  |
| ダグ                                            | 1997年   | ABC                    | 未放送                                | 未放送        | 全65話（無）     | 〇                  | ×                   |
| ヘラクレス                                      | 1998年   | N/A                    | トゥーンディズニー                    | 2005年        | 全65話（同じ）   | 〇                  | 〇                  |

- 日本のDisney+では未だ配信されていない作品も存在する。

## テレビゲーム
ディズニーアフターヌーンの番組の多くがゲーム化されており、日本でも一部の作品が発売されている。
| ゲームタイトル                      | メーカー | 発売元                                        | 販売地域 | リリース日                            | リリース日                               | 対戦プレイヤー数 | 対応機種                                                        |
| ----------------------------------- | -------- | --------------------------------------------- | -------- | ------------------------------------- | ---------------------------------------- | ---------------- | --------------------------------------------------------------- |
| わんぱくダック夢冒険                | CAPCOM   | CAPCOM                                        | JP NA EU | 1989年9月14日（NES） 1990年11月（GB） | 1990年1月26日（NES） 1990年9月21日（GB） | 1                | NES、GB                                                         |
| チップとデールの大作戦              | CAPCOM   | CAPCOM                                        | JP NA EU | 1990年6月                             | 1990年6月8日                             | 2                | NES                                                             |
| ダックテイルズ2                     | CAPCOM   | CAPCOM                                        | JP NA EU | 1993年6月（NES） 1993年11月（GB）     | 1993年4月23日（NES） 1993年12月3日（GB） | 1                | NES、GB                                                         |
| グーフィーとマックス 海賊島の大冒険 | CAPCOM   | CAPCOM                                        | JP NA EU | 1993年7月11日                         | 1994年7月22日                            | 2                | SNES                                                            |
| チップとデールの大作戦2             | CAPCOM   | CAPCOM                                        | JP NA EU | 1994年1月                             | 1993年12月10日                           | 2                | ファミコン                                                      |
| ボンカーズ ハリウッド大作戦!        | CAPCOM   | CAPCOM                                        | JP NA EU | 1994年12月15日                        | 1995年1月3日                             | 1                | SNES                                                            |
| ダックテイル リマスター版           | CAPCOM   | CAPCOM ディズニー・インタラクティブ・スタジオ | JP NA EU | 2013年8月13日                         | 2015年5月19日（iOS、Android）            | 1                | Wii U、PlayStation 3、Xbox 360、Microsoft Windows、iOS、Android |